# Giżycko
Giżycko (česky Gižicko) je město v severním Polsku ve Varmijsko-mazurském vojvodství v okrese Giżycko, zhruba 107 km od hlavního města vojvodství – Olsztynu. V roce 2024 zde žilo 27 310 obyvatel. Leží na břehu sedmi jezer Mazurské jezerní plošiny, z nichž největší jsou Niegocin a Kisajno.